# Micoxtla
Micoxtla är en ort i Mexiko.   Den ligger i kommunen Xico och delstaten Veracruz, i den sydöstra delen av landet, 220 km öster om huvudstaden Mexico City. Micoxtla ligger 1 765 meter över havet och antalet invånare är 344.
Terrängen runt Micoxtla är kuperad åt sydost, men åt nordväst är den bergig. Runt Micoxtla är det ganska tätbefolkat, med 100 invånare per kvadratkilometer. Närmaste större samhälle är Xalapa, 14,7 km nordost om Micoxtla. I omgivningarna runt Micoxtla växer i huvudsak städsegrön lövskog.